# Фульвії (рід)
Фульвії - впливовий патриціанський рід у Стародавньому Римі. Веде своє походження з міста Тускулум. Був прихильником та союзником роду Фабієм. Представники Фульвієв багато разів займали найвищі магістратури у Римські республіці та імперії. Їх когномени - Флакк, Центумал, Нобіліор, Курв, Петін. Існував також плебейський рід Фульвієв. Представниками Фульвієв побудовано багато споруд у Римі, дорога Фульвієв у північній Італії.

## Найвідоміші Фульвії
- Луцій Фульвій Курв, консул 322 року до н.е.
- Марк Фульвій Курв Петін, консул-суффект 305 року до н.е.
- Марк Фульвій Петін, консул 299 року до н.е.
- Гней Фульвій Максим Центумал, консул 298 року до н.е., диктатор 263 року до н.е., переможець етрусків та самнитів.
- Марк Фульвій Флакк, консул 264 року до н.е.
- Сервій Фульвій Петін Нобіліор, консул 255 року до н.е.
- Квінт Фульвій Флакк, консул 237, 224, 212 та 209 років до н.е.. захищав Рим від Ганнібала Барки
- Гней Фульвій Центумал Максим. консул 211 року до н.е.. учасник Другої пунічної війни.
- Марк Фульвій Нобіліор, консул 189 року до н.е., воював проти Етолійського союзу.
- Марк Фульвій Нобіліор, консул 159 року до н.е.
- Квінт Фульвій Флакк, консул 179 року до н.е., воював проти лігурів, кельтіберів.
- Сервій Фульвій Флакк, консул 135 року до н.е.
- Марк Фульвій Флакк, консул 125 року до н.е., народний трибун 122 року до н.е., прихильник Гая Гракха.
- Марк Фульвій Гілон, консул-суффект 76 року.
- Фульвія сізеннія, мати поета Персія.
- Фульвія Плавцила, дружина імператора Каракали.
- Фульвія Флакка, 3-я дружина Марка Антонія.